# 太王
太王是一個稱號，在東亞的不同時期有不同的用法，可分為在位君主稱號和尊封君主生父。

## 中國
- 周太王古公亶父 (周部落首領，周朝之先祖。周滅商朝後，認為「王氣」始於亶父，故追尊為太王)
- 東漢末年，曹操獲封為魏王，追尊其父曹嵩為魏太王。

## 朝鮮
朝鮮三國時代的高句麗和新羅君主皆有使用太王稱號，可能是「大王」的別稱，有「王中之王」的意思。高句麗開國君主朱蒙就被追尊為太王。而在位君主使用太王稱號始見於故國原王，之後的好太王、長壽王都有使用太王稱號。新羅的法興王和真興王在位時也使用太王稱號。
大韓帝國被日本滅亡後，朝鮮王朝王室被授予日本皇族的身份，稱為李王家，本為太上皇的朝鮮高宗李熙被降為「德壽宮李太王」。

## 越南
- 莫朝君主莫敬止登基後，尊生父謙王莫敬典為謙太王。
- 鄭主時期的鄭檜繼其父鄭檢之位，追尊鄭檢為太王。
- 阮朝兩位旁支入繼的君主育德帝和同慶帝的生父皆被尊封為太王。 
  - 育德帝生父阮福洪依獲孫兒成泰帝被晉贈為敦正瑞太王。
  - 同慶帝生父阮福洪侅在兒子登基後追尊為純毅堅太王。